# Madison Hoffman
Madison Hoffman (* 26. Juli 2000 in Sydney, New South Wales) ist eine australische Skirennläuferin. Die dreifache australische Meisterin ist auf die technischen Disziplinen Slalom und Riesenslalom spezialisiert.

## Biografie
Madison Hoffman begann im Alter von sechs Jahren als Grundschülerin mit dem Skirennsport.
Kurz nach ihrem 16. Geburtstag bestritt Hoffman in Perisher ihre ersten beiden FIS-Riesenslaloms und belegte auf Anhieb Podestplätze. Nur wenige Tage später gewann sie in Thredbo mit großem Vorsprung ihren ersten Staatsmeistertitel im Slalom. Auch im Australia New Zealand Cup ging sie erstmals an den Start. In den nächsten Wintern bestritt sie eine Mischung aus FIS-, Universitäts- und Nor-Am-Cup-Rennen. Im Februar 2019 nahm sie im Fassatal erstmals an Juniorenweltmeisterschaften teil, schied bei ihrem einzigen Start im Riesenslalom aber im ersten Lauf aus. Bei zwei weiteren JWM-Teilnahmen, 2020 in Narvik und 2021 in Bansko, belegte sie ebenfalls im Riesenslalom die Ränge 29 und 14. Nachdem sie in einem Universitätsrennen in Park City einen Kreuzbandriss erlitten hatte, verpasste sie die Olympischen Spiele von Peking. Im folgenden Winter glückte ihr mit vier NCAA-Siegen und drei weiteren Podestplätzen  ein erfolgreiches Comeback. Außerdem feierte sie am Ende der Saison im Slalom von Stratton ihren ersten Sieg im Nor-Am Cup.
Am 23. Oktober 2021 gab Hoffman im Riesenslalom von Sölden ihr Weltcup-Debüt. Zwei Jahre später gewann sie mit Platz 25 im ersten Slalom von Levi als erste Australierin seit Zali Steggall im Jahr 2002 wieder Weltcup-Punkte in dieser Disziplin.
Hoffman absolviert ein Bachelorstudium in Finanzen an der University of Utah.

## Erfolge

### Weltcup
- 1 Platzierung unter den besten 30

### Weltcupwertungen
| Saison  | Gesamt | Gesamt | Slalom | Slalom |
| Saison  | Platz  | Punkte | Platz  | Punkte |
| ------- | ------ | ------ | ------ | ------ |
| 2023/24 | 117.   | 6      | 52.    | 6      |

### Nor-Am Cup
- Saison 2019/20: 9. Riesenslalomwertung
- Saison 2022/23: 7. Gesamtwertung, 4. Riesenslalomwertung, 8. Slalomwertung
- 5 Podestplätze, davon 1 Sieg:

| Datum        | Ort      | Land | Disziplin |
| ------------ | -------- | ---- | --------- |
| 6. März 2023 | Stratton | USA  | Slalom    |

### Juniorenweltmeisterschaften
- Narvik 2020: 29. Riesenslalom
- Bansko 2021: 14. Riesenslalom

### Weitere Erfolge
- 3 australische Meistertitel (Slalom 2016 und 2017, Riesenslalom 2017)
- 1 Podestplatz im Australia New Zealand Cup
- 6 Siege in FIS-Rennen